# Ruska Slobidka
Ruska Slobidka (ucraniano: Руська Слобідка) es una localidad del Raión de Ivanivka en el Óblast de Odesa de Ucrania. Según el censo de 2001, tiene una población de 756 habitantes.